# Peter Hünseler
Peter Hünseler (* 19. September 1948 in Wuppertal) ist ein deutscher Politikwissenschaftler.

## Leben
Hünseler studierte von 1969 bis 1977 Politikwissenschaft, Katholische Theologie und Islamwissenschaft an der Rheinischen Friedrich-Wilhelms-Universität Bonn sowie Arabisch in Bagdad. Von 1977 bis 1985 war er wissenschaftlicher Mitarbeiter am Forschungsinstitut der Deutschen Gesellschaft für Auswärtige Politik in Bonn und danach Vertreter der Friedrich-Ebert-Stiftung im Nahen Osten. 1986 wurde er bei Hans-Adolf Jacobsen an der Universität Bonn mit der Dissertation Die aussenpolitischen Beziehungen der Bundesrepublik Deutschland zu den arabischen Staaten von 1949–1980 zum Dr. phil. promoviert. Von 1996 bis 2002 war er Projektleiter („The Gulf and Central Asia“) an der Bundesakademie für Sicherheitspolitik in Berlin. Es folgte ein Lehrauftrag für „Sicherheitspolitik in der Golfregion und Nahost“ an der Universität zu Köln. Von 2004 bis 2011 war er Leiter von „Cibedo“ an der Christlich-islamischen Begegnungs- und Dokumentationsstelle (CIBEDO), einer Fachstelle der Deutschen Bischofskonferenz, in Frankfurt am Main.

## Schriften (Auswahl)
- Der Irak und sein Konflikt mit Iran. Entwicklung, innenpolitische Bestimmungsfaktoren und Perspektiven (= Arbeitspapiere zur internationalen Politik. 22). Europa-Union-Verlag, Bonn 1982, ISBN 3-7713-0187-4.
- Jordaniens Stellung im Nahost-Konflikt (= Arbeitspapiere zur internationalen Politik. 29). Europa-Union-Verlag, Bonn 1984, ISBN 3-7713-0212-9.
- Die aussenpolitischen Beziehungen der Bundesrepublik Deutschland zu den arabischen Staaten von 1949–1980 (= Europäische Hochschulschriften. Reihe 31, Politik. Bd. 143). Lang, Frankfurt am Main u. a. 1990, ISBN 3-631-40837-4.
- (Hrsg.): Im Dienst der Versöhnung. Für einen authentischen Dialog zwischen Christen und Muslimen. Pustet, Regensburg 2008, ISBN 978-3-7917-2128-6.
- mit Salvatore Di Noia (Hrsg.): Kirche und Islam im Dialog. Europäische Länder im Vergleich. Pustet, Regensburg 2010, ISBN 978-3-7917-2216-0.